# Barthélemy Faujas de Saint-Fond

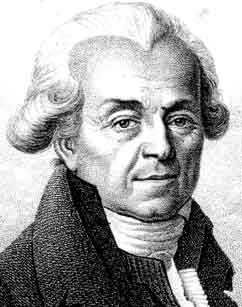
Barthélemy Faujas de Saint-Fond

Barthélemy Faujas de Saint-Fond (* 17. Mai 1741 in Montélimar; † 18. Juli 1819) war ein französischer Geologe und Vulkanologe. Faujas de Saint-Fond war zusammen mit Déodat Gratet de Dolomieu (1750–1801) einer der ersten in Frankreich, der neue Untersuchungen über Vulkane und Vulkanit publizierte. Das Mineral Faujasit ist nach ihm benannt.

## Leben
Barthélemy Faujas de Saint-Fond erhielt seine Schulausbildung an einem Jesuitenkolleg in Lyon und studierte später Recht in Grenoble. Dort wurde er als Anwalt ins Parlament aufgenommen. Er wurde 1765 Seneschall am Hof in Montélimar, wo er hohe Anerkennung erlangte. In seiner Freizeit erkundete er die Berge der Alpen und des Zentralmassivs. Dort begann er seine Untersuchungen der Form und Struktur von Gesteinen.
1775 fand er in Velay ein Puzzolan-Vorkommen, das später von der Regierung abgebaut wurde. 1776 knüpfte er Beziehungen zum Grafen von Buffon, der den Wert seiner wissenschaftlichen Arbeit sofort erkannte. Von Buffon nach Paris eingeladen, beendete Faujas seine Tätigkeit als Jurist und wurde von Louis XVI zum Assistent im Muséum national d’histoire naturelle (Naturkundemuseum) in Paris ernannt. Später wurde er Königlicher Kommissar für Bergbau.

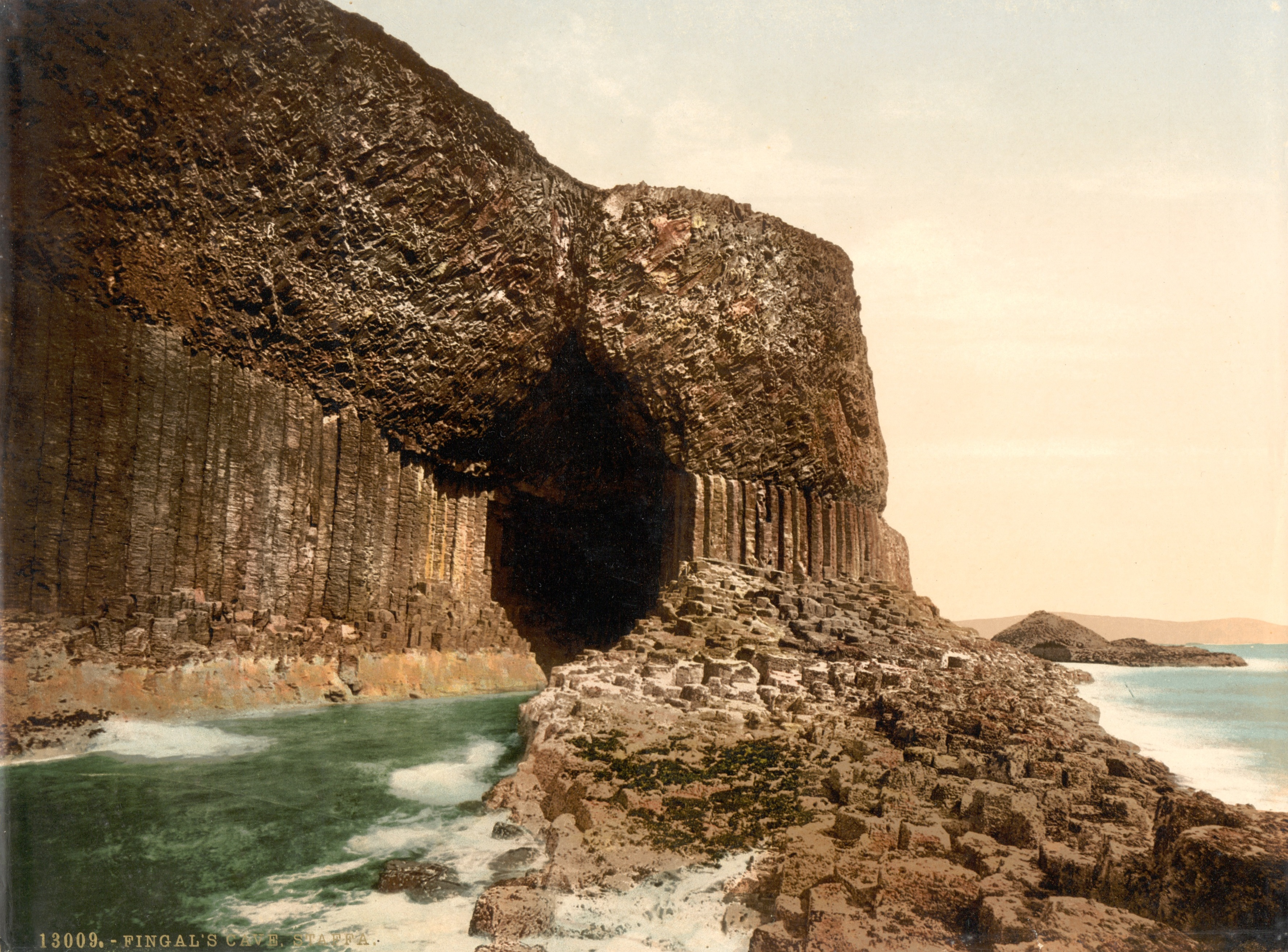
Fingals Cave um 1900

Eines seiner wichtigsten Werke ist Recherches sur les volcans éteints du Vivarais et du Velay (Untersuchungen über die erloschenen Vulkane in Vivarais und in Velay), welches 1778 erschien. Diese Veröffentlichung dokumentiert seine aufmerksamen Beobachtungen, aus denen er eine Theorie zur Entstehung von Vulkanen entwickelte. In seiner Eigenschaft als Kommissar für Bergbau bereiste er die meisten europäischen Länder und untersuchte vor Ort die Gesteine in ihrer natürlichen Umgebung. Faujas war der erste, der die vulkanische Herkunft der basaltischen Säulen in der Fingal’s Cave auf der Insel Staffa in Schottland erkannte.
1785 wurde Faujas zum Königlichen Kommissar für Fabriken, Zeughäuser und königliche Wälder ernannt. Dies brachte ihm ein Einkommen von 4 000 Livres und 2 000 Livres als Reisespesen zusätzlich zu seinem Gehalt von 6 000 Livres als Assistent für Naturkunde.
Faujas wurde 1793 zum Professor der Geologie am Muséum national d’histoire naturelle ernannt, ein Posten, den er bis zu seinem Tod innehatte. 1801 wurde er zum auswärtigen Mitglied der Göttinger Akademie der Wissenschaften und 1808 der Bayerischen Akademie der Wissenschaften gewählt. 1818 zog er sich auf seinen Landbesitz bei Saint-Fons im Dauphiné zurück.

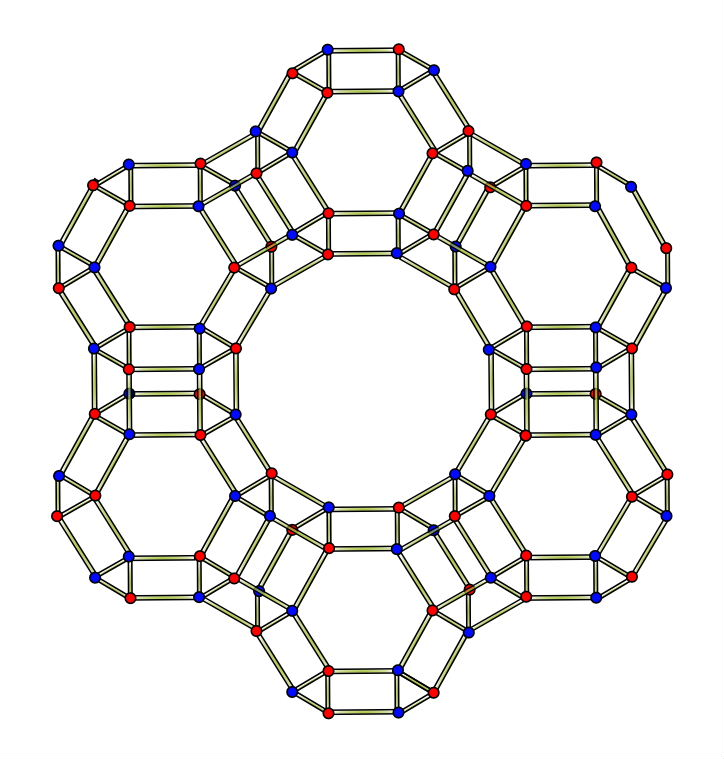
Struktur von Faujasit

Faujas interessierte sich besonders für die Ballonexperimente der Gebrüder Montgolfier und veröffentlichte darüber ein sehr gründliches Werk in zwei Bänden, die Description des expériences de la machine aérostatique de MM. Montgolfier, &c. (1783–1784). Er trug auch viele Veröffentlichungen zu den Annales und zu den Mémoires vom Naturkundemuseum bei. Weitere Werke von ihm sind Histoire naturelle de la province de Dauphiné (1787, 1782), Minéralogie des volcans (1784), und Essai de géologie (1803–1809).

## Werke (Auswahl)
- Physikalische Abhandlung über den Trapp. Verlag der Akademischen Buchhandlung, Straßburg 1789 (eingeschränkte Vorschau in der Google-Buchsuche – französisch: Essai sur les roches de Trapp.).
- Description des expériences de la machine aérostatique de MM. de Montgolfier et de celles auxquelles cette découverte a donné lieu, suivie de recherches sur la hauteur à laquelle est parvenu le ballon du Champ-de-Mars.. etc. Band 1. Cuchet, Paris 1783 (französisch, online).
- Description des expériences de la machine aérostatique de MM. de Montgolfier et de celles auxquelles cette découverte a donné lieu, suivie de recherches sur la hauteur à laquelle est parvenu le ballon du Champ-de-Mars.. etc. Band 2. Cuchet, Paris 1783 (französisch, online).
- Mémoire sur la manière de reconnaître les différentes espèces de pouzzolane, et de les employer dans les constructions dans l’eau et hors de l’eau pour servir de suite. Nyon, Amsterdam 1780 (französisch, online).
- Mémoire sur des bois de cerfs fossiles, trouvés en creusant un puits, dans les environs de Montélimar en Dauphiné. J. Cuchet, Grenoble 1776 (französisch, online).